# François Drogou
François Drogou, né à Bohars, le 30 décembre 1904 et mort pour la France le 15 décembre 1940 au large des îles Kerkennah, est un militaire français, Compagnon de la Libération à titre posthume par décret du 31 janvier 1941.
Officier de marine expérimenté, il se spécialise dans les sous-marins peu de temps avant la guerre. Après l'armistice du 22 juin 1940, il décide de rallier la France libre et navigue en Méditerranée où il disparaît avec tout l'équipage de son sous-marin.

## Biographie

### Jeunesse et engagement
François Drogou naît le 30 décembre 1904 à Bohars dans le Finistère. Il s'engage dans la marine nationale en 1923 et entre à l'École navale d'où il sort en 1925 avec le grade d'enseigne de vaisseau de 2e classe. Il embarque d'abord sur le croiseur cuirassé Jeanne d'Arc jusqu'en 1926 puis est désigné pour le cuirassé Paris. Promu enseigne de vaisseau de 1re classe en 1927, il est embarqué jusqu'à l'année suivante sur le torpilleur Enseigne Gabold puis sur le cuirassé Condorcet.
Après un embarquement sur le croiseur Primauguet d'avril 1929 à mai 1931, il est promu lieutenant de vaisseau en 1932. François Drogou se spécialise alors dans la navigation sous marine et embarque successivement dans les sous-marins Argo, Oréade et Monge. En août 1937, il prend le commandement de l'Orion, jusqu'en juillet 1939.

### Seconde Guerre mondiale
Affecté durant les premiers mois de la guerre à la 3e escadrille de sous-marins, il prend le commandement en février 1940 du sous-marin Narval, lequel navigue en Méditerranée. Son bâtiment est affecté à la surveillance du trafic italien vers la Libye. Refusant l'armistice du 22 juin 1940, François Drogou décide de poursuivre la lutte avec une partie de son équipage, laissant à terre 31 marins qui n'ont pas fait le choix de se rallier. Il appareille du port de Sousse vers Malte où lui et ses hommes s'engagent dans les forces navales françaises libres. Promu capitaine de corvette en août, il conserve néanmoins le commandement du Narval et effectue une première patrouille de conserve avec le sous-marin britannique HMS Rorqual du 25 septembre au 8 octobre, puis une deuxième du 25 octobre au 3 novembre entre l'île de Lampedusa et celle de Kerkennah.
Reparti en mission le 2 décembre, François Drogou meurt en compagnie de tout son équipage lorsque le Narval est coulé par une mine, le 15 décembre 1940, au large des îles Kerkennah. L'épave n'est localisée qu'en 1957 et son équipage y repose toujours. François Drogou est promu capitaine de frégate à titre posthume le 1er janvier 1941.

## Décorations

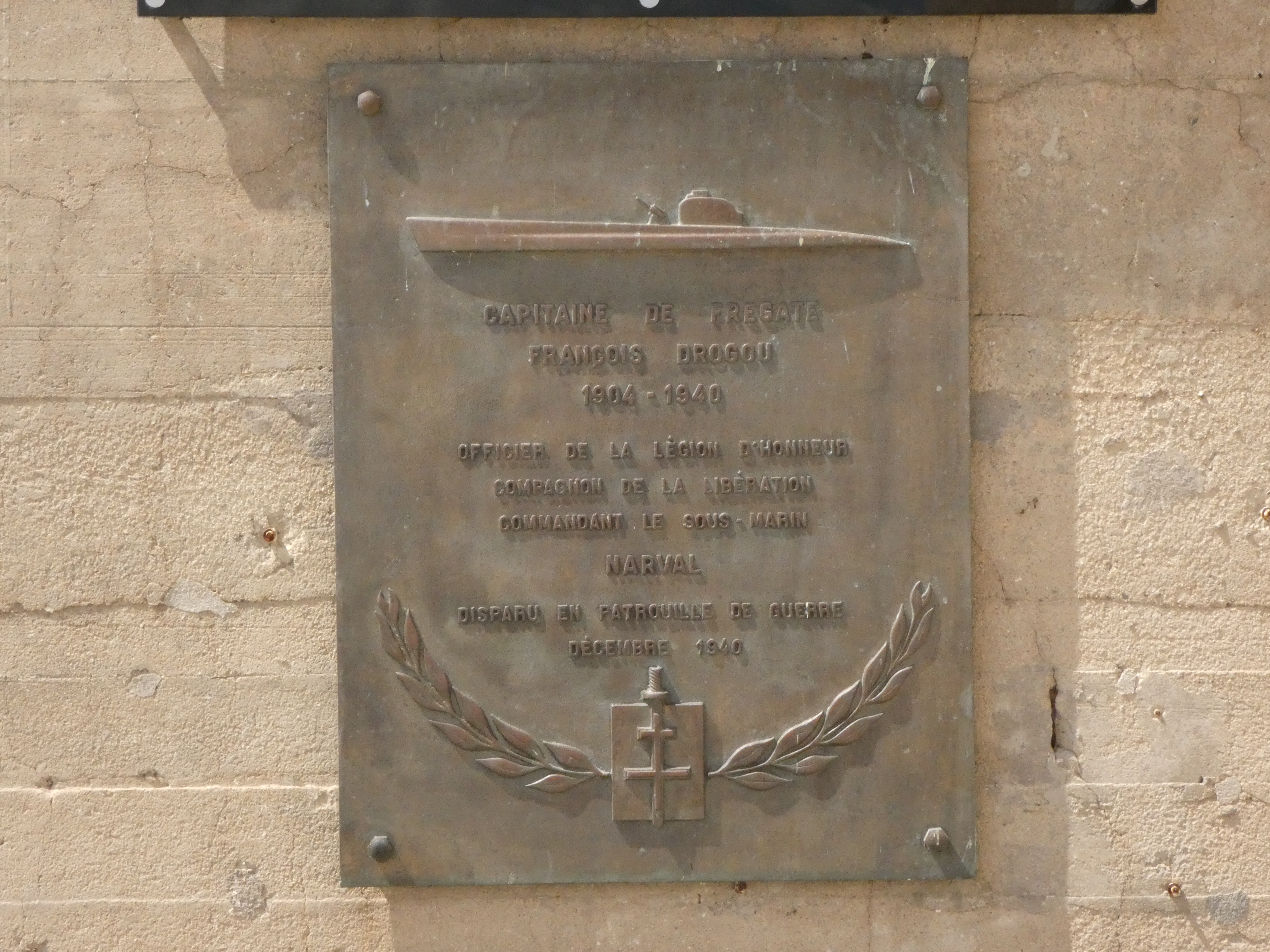
Lorient - Base sous-marine - Carré du souvenir - Plaque Capitaine de frégate François Drogou.

|  |  |  |  |  |  |
|  |  |  |  |  |  |

| Chevalier de la Légion d'honneur    | Chevalier de la Légion d'honneur    | Compagnon de la Libération          | Compagnon de la Libération             | Croix de guerre 1939-1945              | Croix de guerre 1939-1945              |
| Médaille de la Résistance française | Médaille de la Résistance française | Médaille de la Résistance française | Chevalier de l'Ordre du dragon d'Annam | Chevalier de l'Ordre du dragon d'Annam | Chevalier de l'Ordre du dragon d'Annam |

## Hommages
- À Bohars et à Brest, deux rues portent son nom.
- L'aviso Drogou de la marine française a été baptisé en son honneur.
- À Brest, son nom figure sur la stèle érigée en hommage à l'équipage du Narval sur l'esplanade du château[5].
- À Toulon, François Drogou est inscrit sur le monument commémoratif aux sous-mariniers érigé dans le parc de la tour royale[6].
- À Lorient, une plaque commémorative lui est consacrée sur une paroi de la base sous-marine de Keroman[7].